# گورستان پیرپیلا
گورستان پیرپیلا مربوط به هزاره اول قبل از میلاد - دوران‌های تاریخی پس از اسلام است و در شهرستان رضوانشهر، روستای نورده واقع شده و این اثر در تاریخ ۱۹ مرداد ۱۳۸۴ با شمارهٔ ثبت ۱۲۸۳۴ به‌عنوان یکی از آثار ملی ایران به ثبت رسیده است.